# A la calle
A la calle és el títol d'un maxi single editat l'any 1986 pel grup musical basc Kortatu.
El maxi senzill es va editar a principis del 1986, any en què també van publicar l'LP El estado de las cosas. Estava format per tres cançons: «Hay algo aquí que va mal» (una versió en clau reggae de la versió de Stiff Little Fingers del tema «Doesn´t make it allright» del grup de ska The Specials), «A la calle» (un tema rock propi) i «Desmond dub», un dub de «Desmond Tutu» (un tema del seu primer LP). «Desmond dub» va ser el primer dub que es va realitzar a Espanya.
Els dos primers temes els van gravar en els estudis Elkar de la mà de Jean Phocas (membre del grup reggae Potato), mentre que, per a «Desmond dub», simplement van remesclar el material que ja havien gravat als estudis Tsunami amb l'ajuda de Carolo. El maxi va ser produït pel mateix grup i Marino Goñi, que ja havia col·laborat amb ells com a tècnic de so en el seu primer LP.
L'any 1998, la discogràfica Oihuka (hereva de Soñua), va editar per primera vegada en CD les tres cançons en incloure-les com a temes extra en la reedició en CD de El Estado De Las Cosas.

## Llista de cançons
Cara A
1. «Hay algo aquí que va mal»
2. «A la calle»

Cara B
1. «Desmond dub»

«Desmond dub» i «A la calle» van ser compostes per Fermin i Iñigo Muguruza. «Hay algo aquí que va mal» és una versió de «Doesn´t make it allright» de The Specials que adapta fidelment (excepte en la lletra) la versió que al seu torn van fer els nord-irlandesos Stiff Little Fingers de la cançó en el seu LP Nobody's heroes (1980).

## Crèdits
- Fermin Muguruza: guitarra i veu.
- Iñigo Muguruza: baix, guitarra i veu.
- Treku Armendáriz: bateria.

### Músics addicionals
- Jesús Soldevilla: percussió a «Desmond dub».

## Personal tècnic
- Jean Phocas: tècnic de so i mescles a «Hay algo aquí que va mal» i «A la calle».
- Josean López: tècnic de so i mescles a «Desmond dub».
- Carolo: remescla de «Desmond dub».
- Marino Goñi: productor.
- Txabi Oneka: disseny.
- Karlos Korbella: fotografia de portada.
- Dieguillo: disseny de la bota de la contraportada.